# 對策

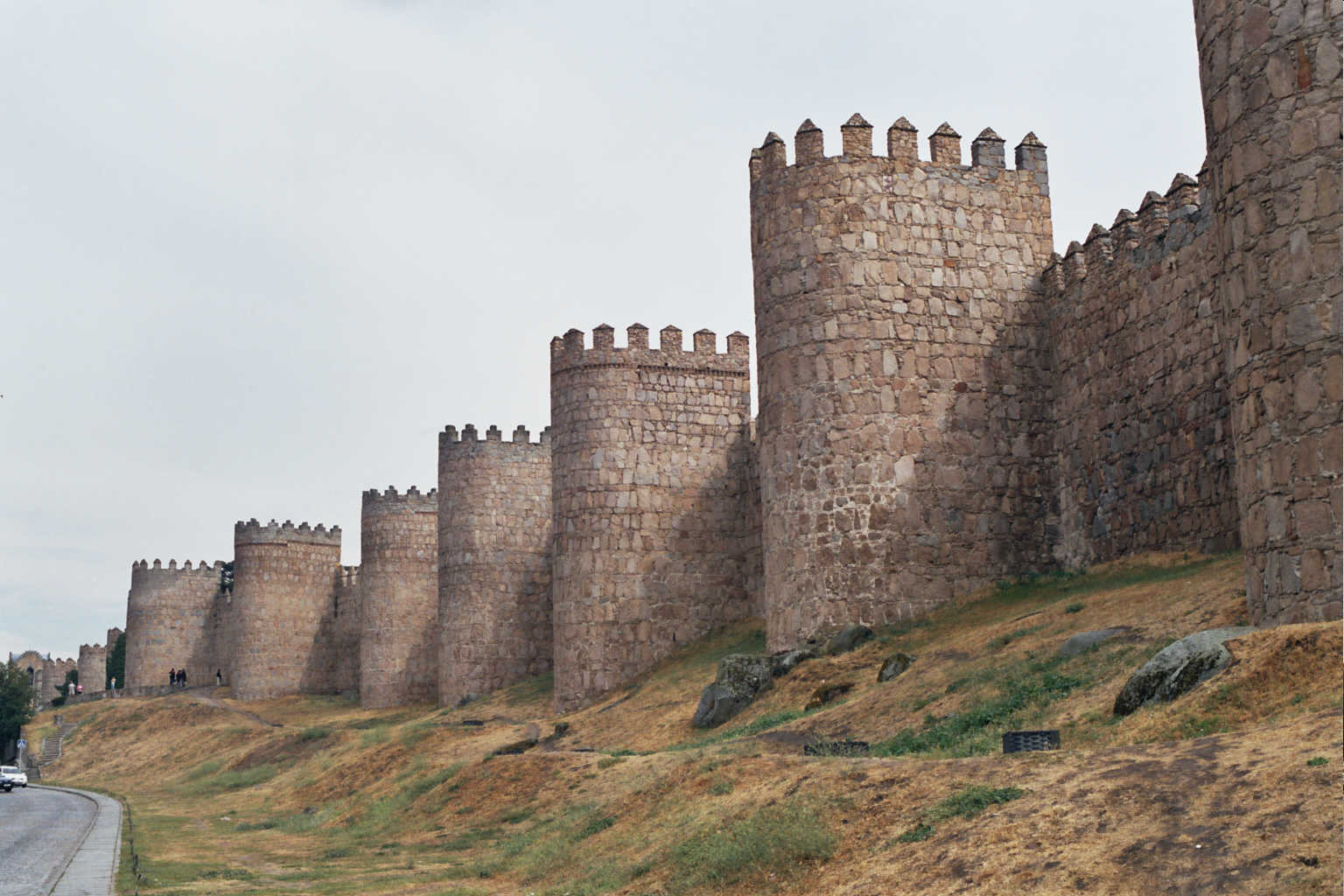
防御工事，一种被动对策方法

對策（英語：countermeasure）是为对抗或抵消另一措施或行动而采取的措施或行动。作为一个通常意义上概念，该词多用于指代一些具有精确性的、旨在防止过程中出现不良结果的任何技术或策略上的解决方案或系统。在英语中，“countermeasure”这一术语的首次使用是在1923年。

## 类型
在英语中，“对策”存在的应用范围可参考以下科类谱：
- 药品
- 材料工程
- 电磁工程
- 治安
- 信息技术
- 法律（英语：Countermeasure (law)）
- 外交安全
- 污染防治
- 航空

其中，防御性的对策通常分为“主动”和“被动”两种。

## 主动
“主动”对策是指系统用户或防御者采取主动立场，因为即将发生的事件是已知的，因此系统采取主动方法来处理这种可能的损害。这种方法可能包括为事件建立安全方法或积极尝试阻止或阻止此类损害。

## 被动
“被动”对策意味着系统不知道即将发生的事件或潜在的安全问题。 为了减轻任何安全问题的后果，系统设置了一套被动方法，仅在系统遇到安全问题时才激活。 通常，“被动”对策包括： 
- 安全技术（Security Technology）

这包括有关安全或防御技术的信息，通常是保护系统的一种方法。 例如，安全软件或防火墙也可以被视为防御技术的一种方法。 这些方法检测潜在的安全问题，并在系统受到某种威胁时向系统报告或保护系统。
- 损害管制（Damage Control）

这意味着系统对安全问题的可能结果具有损害控制。 例如，系统可能在远程区域有备份，因此即使当前系统损坏，系统也可以切换到远程备份并无缝工作。 
- 防御构造（Fortification）

这意味着系统设置了一种安全方法来分离系统的核心。 这种方法通常用于现代服务器网络，服务器用户必须通过跳转服务器才能访问核心服务器。 跳转服务器作为核心服务器与外界隔离的一个防御工事，核心服务器有时不联网，只连接本地网络，所以用户需要访问跳转服务器才能访问核心服务器